# Џејнсвил (Минесота)
Џејнсвил (енгл. Janesville) град је у америчкој савезној држави Минесота.

## Демографија
По попису из 2010. године број становника је 2.256, што је 147 (7,0%) становника више него 2000. године.
| Група             | 2000.         | 2010.         |
| Белци             | 2.046 (97,0%) | 2.186 (96,9%) |
| Афроамериканци    | 2 (0,1%)      | 10 (0,4%)     |
| Азијати           | 4 (0,2%)      | 4 (0,2%)      |
| Хиспаноамериканци | 34 (1,6%)     | 29 (1,3%)     |
| Укупно            | 2.109         | 2.256         |